# Trichothyrsa
Trichothyrsa är ett släkte av fjärilar. Trichothyrsa ingår i familjen signalmalar.
Kladogram enligt Catalogue of Life:
| Trichothyrsa | \| \| Trichothyrsa bicolorella \| \| \| \| \| \| Trichothyrsa coridarcha \| \| \| \| \| \| Trichothyrsa flammivola \| \| \| \| \| \| Trichothyrsa grypodes \| \| \| \| \| \| Trichothyrsa pyrrhocoma \| \| \| \| \| \| Trichothyrsa taedifera \| \| \| \| |
|              | \| \| Trichothyrsa bicolorella \| \| \| \| \| \| Trichothyrsa coridarcha \| \| \| \| \| \| Trichothyrsa flammivola \| \| \| \| \| \| Trichothyrsa grypodes \| \| \| \| \| \| Trichothyrsa pyrrhocoma \| \| \| \| \| \| Trichothyrsa taedifera \| \| \| \| |
|              | Trichothyrsa bicolorella |
|              | |
|              | Trichothyrsa coridarcha |
|              | |
|              | Trichothyrsa flammivola |
|              | |
|              | Trichothyrsa grypodes |
|              | |
|              | Trichothyrsa pyrrhocoma |
|              | |
|              | Trichothyrsa taedifera |
|              | |